# Abwehr

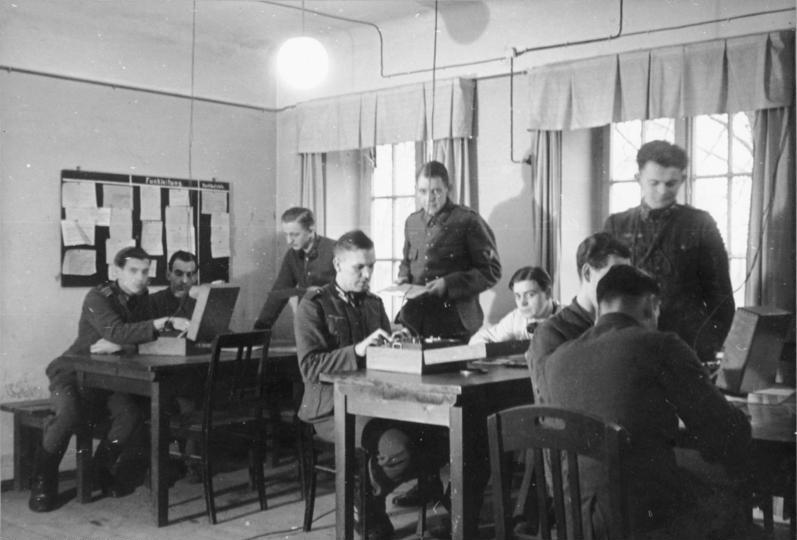
Soldater ur Geheimer Funkmeldedienst i OKW i arbete med kryptoapparaten ENIGMA

Abwehr var mellan 1920 och 1944 den del av först Reichswehr och senare den tyska krigsmakten som svarade för spionage, kontraspionage och sabotage.

## Historik

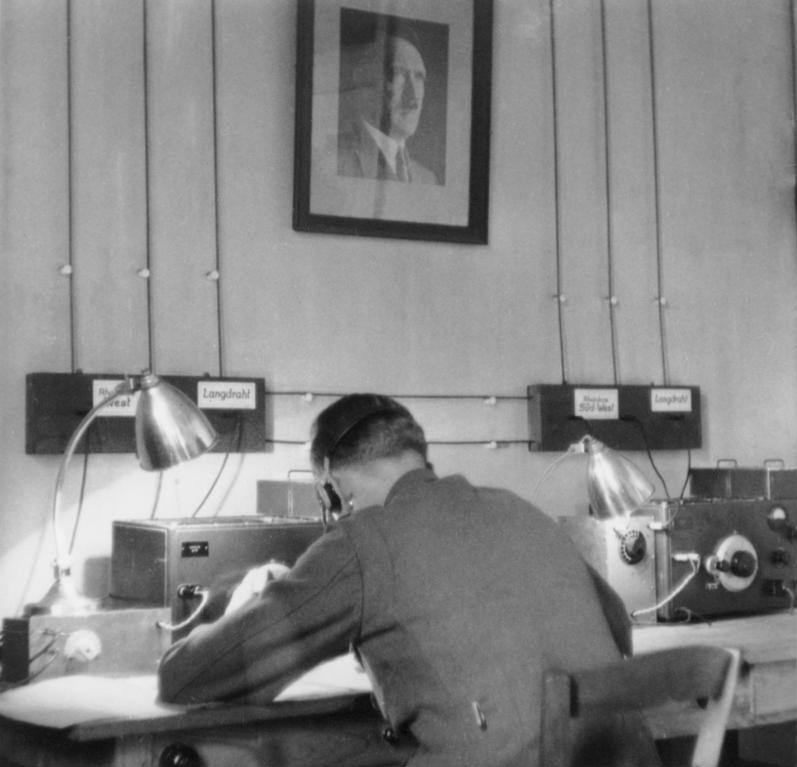
Soldat ur Geheimer Funkmeldedienst vid Abwehrs utrikesavdelning Amtsgruppe Ausland

Efter det tyska nederlaget i första världskriget upplöstes underrättelsetjänsten och 1919-1920 hade landet ingen militär underrättelsetjänst. Tidigt år 1920 började en före detta medarbetare till major Friedrich Gempp, dennes tidigare ställföreträdare Walter Nicolai, inrätta en ny avdelning inom ramen för den tidigare krigsmakten Reichswehr. Avdelningen benämndes Abteilung Abwehr. Den till överstelöjtnant befordrade Gempp baserade verksamheten på det som fanns kvar av den tidigare militära underrättelsetjänsten Abteilung III b. Abteilung Abwehr blev så en underrättelsefunktion inom armén. Som officiellt datum för inrättandet kan 1 januari 1921 användas. Den dagen bildades det nya krigsministeriet, Reichswehrministerium och organisatoriskt var Abwehr en grupp inom ministeriet.
Från 1 april 1928 slog rikskrigsministern Wilhelm Groener på förslag från Kurt von Schleicher samman Abwehr-gruppen med marinens hemliga underrättelsetjänst Marinennachrichtendienst. De två funktionerna blev nu upphöjda till egen avdelning och samtidigt förbjöds alla andra typer av underrättelseverksamhet. 1920-talets Abwehr var för litet för att kunna lösa sina uppgifter. Först under Konrad Patzigs ledning var avdelningen att se som en fungerande underrättelsetjänst. Genom Adolf Hitlers upprustning av krigsmakten fick Abwehr en betydligt större budget och personalstyrkan utökades. Dock översteg avdelningens uppgifter de tilldelade medlen och Abwehr låg ständigt efter motståndarsidan. 
Särskilt under Tredje Rikets första år fick Abwehr ta hand om de uppgifter som egentligen åvilade Gestapo eftersom de senare fortfarande var under uppbyggnad. Då Patzig, på grund av att han var på kollisionskurs med de nya makthavarna, tvingades bort som chef, delade den nye chefen Wilhelm Canaris i samarbete med Reinhard Heydrich genom de så kallade tio budorden upp verksamheten mellan sina respektive statsverk. I stort fick Gestapo ta hand om all verksamhet som berörde det civila samhället medan Abwehr handlade de militära frågorna.
1938 upphöjdes så Abwehr från avdelning till en grupp inom OKW, det vill säga en instans inom krigsmaktens överkommando och 1941 fick man status som avdelning. Abwehrs avdelning för utrikesverksamhet, Abteilung Ausland, bröts 1944 ut ur krigsmakten och underställdes Heinrich Himmler. Under andra världskriget var viceamiral Leopold Bürckner chef för Abteilung Ausland.
Den 11 februari 1944 avsattes amiral Canaris från sitt ämbete och Abwehr underställdes delvis Amt Mil inom Reichssicherheitshauptamt.

## Exekutiva enheter och fältförband
Den enda exekutiva grenen av Abwehr var, fram till 1938, de så kallade Abwehrstellen (Ast) med undergrupperna Abwehrnebenstellen (Anst) och Außenstellen. Dessas organisation följde Centralens, till exempel rapporterade grupp 1 inom en Ast till grupp 1 i Centralen, och så vidare. Abwehrstellen sysslade endast med inrikesverksamhet. Varje Wehrkreis (i Sverige närmast motsvarande ett militärkommando) hade en Ast som svarade för kontraspionage och spionage i det närmast belägna landet. Utan stödfunktioner i utlandet hade emellertid Abwehr inte möjlighet att lösa sina uppgifter. Därför placerades under uppbyggandet av Abwehrs krigsorganisation ett fåtal personer i neutrala länder i Europa och utlandet strax innan krigsutbrottet 1939.
Vid krigsutbrottet tillkom flera viktiga exekutiva fältförband, de så kallade Abwehrkommandona (Abwehrkommandos) och Abwehrtrupperna (Abwehrtrupps). Senare kom de att kallas frontunderrättelseförband (Frontaufklärungskommandos och Frontaufklärungstrupps). Dessa förband följde de stridande förbanden och tog hand om dokument, grep spioner, förhörde krigsfångar och byggde upp spionnät. Även den hemliga fältpolisen, Geheime Feldpolizei, måste räknas in bland dessa inhämtningsfunktioner.

## Motstånd
Abwehr var centrum för det militära motståndet mot Hitler. Den drivande kraften var Hans Oster. Som ledare för Centralavdelningen hade han tillgång till all information som Abwehr kunde uppbringa. Det var han som skickade uppgifter om tidpunkten för anfallet på Tjeckoslovakien, Belgien, Frankrike, Danmark, Norge och Sovjetunionen  till Storbritannien. I ett säkerhetsskåp förvarade han ett omfattande material som visade på hans motstånd. Han höll det för omöjligt att Reichssicherheitshauptamt skulle våga befatta sig med en högt uppsatt tjänsteman inom Abwehr, eller att beslagta ett säkerhetsskåp som tillhörde organisationen. När Osters medarbetare Hans von Dohnanyi drog uppmärksamheten till sig från avdelning IV (amt IV) inom RSHA medförde detta att Oster och flera av hans medhjälpare greps och avrättades. Bland dessa medhjälpare fanns bland andra Georg Hansen, Erwin von Lahousen, Wessel Freytag von Loringhoven och Ulrich Wilhelm Graf Schwerin von Schwanenfeld.

## Medgångar och motgångar
Trots bristen på resurser hade Abwehr goda framgångar. Under 1940-talet kunde Abwehr infiltrera alla de viktigaste grupperna inom motståndsrörelsen. Med hjälp av signalspaning kunde tiotusentals franska motståndskämpar och agenter arresteras. Det är därför anmärkningsvärt att man nästan fullständigt misslyckades med sitt spionage mot Storbritannien och USA. I dåligt planerade uppdrag luftlandsattes höga officerare i Storbritannien för att spionera. I regel upptäcktes och greps dessa inom några timmar eller dagar och avrättades senare. 1942 låg den redan tidigare ringa spionageverksamheten i USA helt nere.
Det ligger nära till hands att förmoda, som den brittiske historikern Phillip Knightley hävdar, att Oster och hans medhjälpare saboterade varje spionageuppdrag och bara utförde rent defensivt arbete. De framgångar som Secret Intelligence Service och Special Operations Executive nådde och som skildrats i många böcker måste omvärderas på grundval av dessa uppgifter.
Ännu mindre framgångsrikt var underrättelsearbetet i Sovjetunionen. Även om Hitler redan några dagar efter sitt tillträde som chef för krigsmakten deklarerade sin avsikt att förklara krig med Sovjetunionen visste man vid andra världskriget mycket lite om de faktiska sovjetiska militära resurserna. Tydliga indikationer på stridsvagnsmodellen T-34:s existens ignorerades. Till och med en sovjetisk delegation som besökte Tyskland försökte envist visa på förekomsten av fordonet. Genom att utvärdera offentliga källor lyckades det den senare chefen för Bundesnachrichtendienst, general Reinhard Gehlen, att under kriget skapa sig en någotsånär realistisk bild av den sovjetiska rustningspotentialen. Hitler vägrade emellertid att tro på dessa uppgifter. Han betecknade Gehlens uppskattningar som ”idiotiskt pladder”.

## Canaris

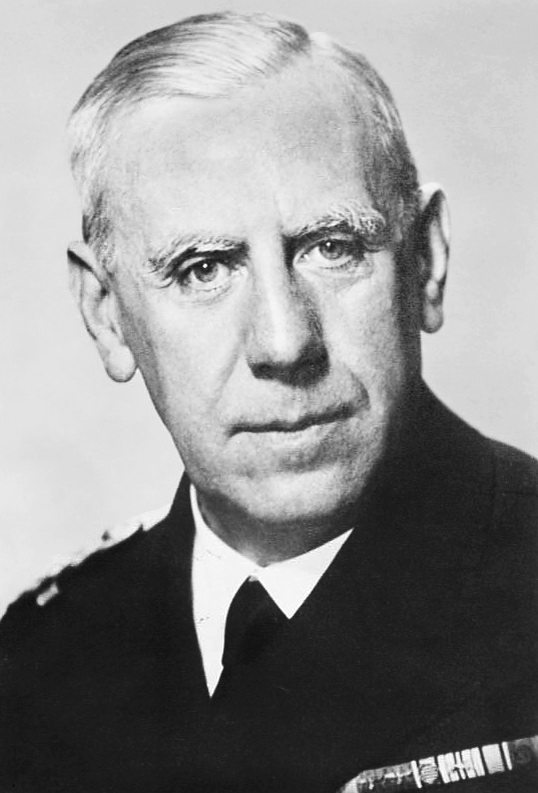
Wilhelm Canaris

Namnet Canaris (Wilhelm Canaris) är starkt förknippat med Abwehr. Han hade många beundrare, men också många kritiker. Av sina underlydande i Centralen beskrevs han som en dålig organisatör och människokännare. Under Canaris ledning förvandlades Centralen till ett ställe för intriger där endast smickrare befordrades, till förfång för mer kompetent personal. I större grupper höll han en låg profil. Hans styrka låg i personliga samtal där han kunde utveckla sin intelligens och personlighet. Sitt rykte som äventyrligt underrättelsegeni vårdade han noggrant.

## Organisation

### Organisation till 1928
- Abwehr-gruppen inom avdelning T3
  - Underrättelser
  - Krypto- och avlyssningstjänst
  - Kontraspionage

## Organisation efter 1928

### Centralen

#### Utrikesavdelningen (Amtsgruppe Ausland)
- Avd. I: Militärpolitisk inhämtning och analys OKW
- Avd. II: Krigsmaktens dokumentation
- Avd. III: Militär underrättelseinhämtning
- Avd. IV: Materiel och underhållstjänst
- Avd. V: Bevakning av utlandsmedia
- Avd. VI: Folkrätt
- Avd. VII: Tidskrifter och utvärdering av inhämtade uppgifter

#### Avdelning Z: Personal och ekonomi
- Grupp ZF: Ekonomi
- Grupp ZR: Lag och rätt
- Grupp ZKV: Centralkartotek för V-personal
- Grupp ZO: Officerare
- Grupp Z Arkiv
- Grupp ZK: Centralkartotek
- Grupp Z Reg: Registratur, materielförvaltning
- Grupp Z B: Utrikespolitisk repportering

#### Avdelning I: Hemlig underrättelsetjänst (Spionage)
- Chefsgrupp
- Grupp I H.
- Grupp I M.
- Grupp I Luft
- Grupp I Wi.
- Grupp I G.
- Grupp I J.
- Grupp I HT.
- Grupp I TLW.

#### Avdelning II:Sabotageoch specialuppgifter (till exempelDivision Brandenburg)
- Grupp II A: Stabsgrupp
- Grupp II Väst
- Grupp II Ost
- Grupp II Sydost
- Grupp II Utrikes
- Grupp II Teknik

#### Avdelning III:Kontraspionage
- Stabsgrupp
- Grupp III Krigsmakten
  - Undergrupp III Armén
  - Undergrupp III Marinen
  - Undergrupp III Flygvapnet
- Grupp III C.
  - Undergrupp III C 1
  - Undergrupp III C 2
- Grupp III Wi.
- Grupp III D.
- Grupp III F. (Kontraspionage)
- Grupp III G.
- Grupp III N.
- Grupp III Kgf.
- Grupp III Org.

#### Tjänsteställe Ostland

##### Tjänsteställe Reval
- Abwehrkommando 166 M
- Oran
- Referat Luft
- Referat Marne

## Chefer för Abwehr
- 1920–1927: överstelöjtnant Friedrich Gempp
- 1927–1929: överstelöjtnant Günter Schwantes
- 1930–1932: överstelöjtnant Ferdinand von Bredow
- 1932–1934: kommendör Konrad Patzig
- 1935–1944: konteradmiral, från 1 april 1938 viceamiral, från 1 januari 1940 amiral Wilhelm Canaris
- 1944–1945: överste Georg Hansen